# Château de Thorigné-en-Charnie
« Les châteaux » de Thorigné-en-Charnie, sont situés en Mayenne, à Thorigné-en-Charnie, lieux dits "La butte des châteaux" et "les hauts-châteaux", à proximité de la route D583 reliant Thorigné-en-Charnie à Saint-Pierre-sur-Erve.

## Description
Les «Châteaux» de Thorigné forment le point terminus de la ligne des fortifications des vicomtes du Maine vers le Sud-Est. Ils sont mentionnés comme "château en ruine et chapelle" sur la carte de Jaillot. 

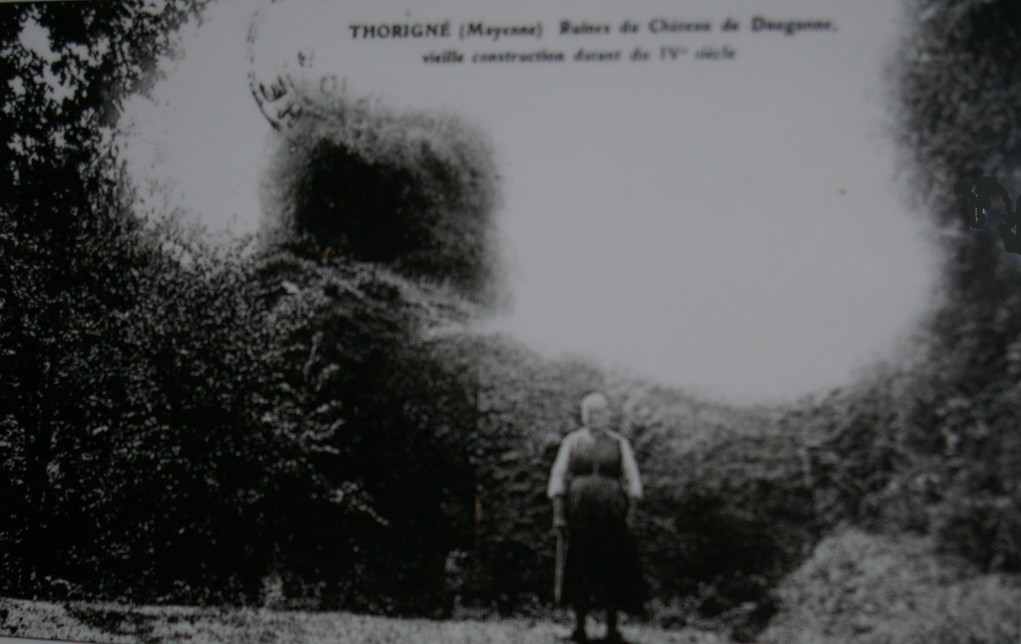
Les ruines du château de Thorigné avant 1910. Les Thorigné formèrent une des premières et des plus puissantes familles de la baronnie de Laval, à son origine, dès 1090, et jusqu'au XIIIe siècle. Au XVe siècle, la châtellenie de Thorigné faisait partie de la baronnie de Sainte-Suzanne. En 1460, pour s'exempter du guet au château de Sainte-Suzanne, les habitants déclarèrent qu'ils étaient de la baronnie de Sablé.

Les « châteaux » proprement dits, qui ont donné leur nom à la ferme, consistent en trois enceintes successives formées de retranchements en terre avec fossés extérieurs, qui pouvaient, dit-on, être remplis d'eau. L'ensemble mesure une longueur de 450 mètres de long sur 150 de large. La première enceinte vers l'est, est la plus grande, la plus petite au milieu, et la troisième à l'ouest. Toutes les trois communiquent entre elles et avec le dehors. L'entrée principale est commandée par un fortin réduit maintenant à une simple motte, mais que complétait à l'origine une tour en bois, de même que les crêtes des talus qui mesuraient jusqu'à 18 mètres de haut et qui étaient surmontées de palissades.
Dans la troisième enceinte, à l'ouest, un donjon carré de 20 mètres de côté est placé obliquement par rapport à l'ensemble de la ligne des levées et des fossés. Les murs, plus forts que tous ceux que nous avons déjà décrits, sauf Bourg-le-Roi, ont 4 mètres d'épaisseur. Un escalier en spirale est pratiqué dans cette maçonnerie, qu'on dit mesurer encore 20 mètres de hauteur.
La chapelle mentionnée par Jaillot et sur laquelle on ne possède aucun renseignement, a disparu vers 1860.
Ce châtelier est le seul de ceux du Bas-Maine qui ait renfermé une forteresse en maçonnerie pour remplacer les buttes de terre surmontées d'une tour en bois qu'on trouve dans la plupart des autres retranchements analogues. La famille de Thorigné, mentionnée au XIe siècle, peut bien avoir construit ce château., de même que les Buttes-du-Bignon peuvent être l'œuvre de la famille du Bignon, connue à la même époque.
Le curé Joseph Maillard a étudié ce curieux monument défendu, non par sa situation escarpée, mais par les marécages qui l'entourent. Il y a mis quelques idées personnelles : pont-levis, château et chapelle disparus, traces d'un siège d'artillerie.

## Les seigneurs de Thorigné
Les Thorigné formèrent une des premières et des plus puissantes familles de chevalerie de la baronnie de Laval, à son origine. Le donjon et "les Châteaux" de Thorigné, construits au passage d'une ou de plusieurs anciennes voies, sont son œuvre. On connaît :
- Raoul de Thorigné, ~1090, cité au cartulaire de Saint-Vincent;
- Fouquerand de Thorigné, 1227;
- Raoul de Thorigné,, fils du précédent, chevalier, tua cruellement un clerc, fut condamné à fonder en l'Abbaye d'Étival-en-Charnie une chapelle de trois messes par semaine. Mathilde, sa femme, avait donné une rente sur la Ramée à l'abbaye d'Évron et figure à l'obituaire. Raoul se désista de ses droits sur le Parc-en-Charnie, 1250;
- Payen de Thorigné donna à la Chartreuse du Parc-en-Charnie la rivière du Treulon, confirma la fondation de la chapelle d'Étival sur les tailles du Bignon, 1263.
- Raoul de Thorigné est cité aux francs-fiefs, 1312.

La seigneurie passe alors aux comtes d'Alençon, seigneurs de Sainte-Suzanne :
- François, comte d'Alençon, 1382;
- Ambroise de Loré en jouit comme créancier en 1434;
- Roberde de Lesnières, veuve du précédent et mère d'Ambroise de Loré, acquiert expressément de René d'Alençon, par contrat du 1er juin 1485, et en jouissait encore en 1491;
- Marguerite de Lorraine, duchesse d'Alençon, veuve de René d'Alençon, verse en 1502 au sire de Loré un réméré de la terre de Thorigné;
- Charles IV d'Alençon, 1514;
- Charles de Bourbon, duc de Vendômois, second mari de Françoise d'Alençon, sœur du précédent.

Le château est ensuite aliéné à la famille de Bouillé par le roi Henri IV.
- Henri IV de France, héritier des d'Alençon, vend en 1594 la seigneurie, sans domaine, à Claude de Bouillé, pour 2666 écus. Les étangs avaient été aliénés précédemment. Claude transmit ensuite à René de Bouillé.
- Après 1604, René de Bouillé projeta un échange avec René Fouquet de la Varenne, engagiste de Sainte-Suzanne, contre la châtellenie de Mézangers, la vassalité de l'Aunay et du Plessis-Pineau à Torcé, mais cet arrangement n'eut pas lieu. Il restait même une somme non soldée sur l'acquisition de 1594.
- Marguerite de Valois[Qui ?] ordonna, le 10 août 1624, une revente, qui aboutit à une acquisition à titre d'engagistes par les seigneurs de Bouillé.
- En 1702, Henriette-Brigitte de Martel, épouse de Philibert-Joseph de Thibault de Noblet, avait hérité de sa mère, Marie-Henriette de Bouillé.
- C'est René-Claude Thibault de Noblet qui possédait les lieux en 1752.
- Marcel Prault de Saint-Germain, bourgeois de Paris, devenait engagiste à son tour en remboursant son prédécesseur, à charge en outre d'une rente au roi.

## À voir dans les environs
- Sainte-Suzanne
- Évron, Abbaye Notre-Dame d'Évron
- Mézangers : Château du Rocher, Étang du Gué-de-selle
- Hambers : Montaigu
- Jublains
- Sainte-Gemmes-le-Robert : Rubricaire, Mont Rochard
- Saint-Georges-sur-Erve : Château de Foulletorte
- Vimarcé : Château de Courtaliéru
- Abbaye d'Étival-en-Charnie
- Saulges : Grottes de Saulges

## Liens
- Communauté de communes d'Erve et Charnie
- Canton de Sainte-Suzanne (Mayenne)

## Sources et Bibliographie
- « Château de Thorigné-en-Charnie », dans Alphonse-Victor Angot et Ferdinand Gaugain, Dictionnaire historique, topographique et biographique de la Mayenne, Laval, A. Goupil, 1900-1910 [détail des éditions] (BNF 34106789, présentation en ligne)
- Abbé Angot, « Les vicomtes du Maine », dans Bulletin de la Commission historique et archéologique de la Mayenne, 1914, no 30, p. 180-232, 320-342, 404-424. .